# Arzette: The Jewel of Faramore
Arzette: The Jewel of Faramore es un videojuego de aventuras animado desarrollado por Seedy Eye Software y publicado por Limited Run Games. Fue lanzado el 14 de febrero de 2024 para Nintendo Switch, PlayStation 4, PlayStation 5, Xbox Series X/S y Windows. Arzette es un sucesor espiritual de los juegos Link: The Faces of Evil y Zelda: The Wand of Gamelon de la Philips CD-i.

## Jugabilidad
Arzette: The Jewel of Faramore es un juego de aventuras hack and slash. El jugador controla al protagonista principal, Arzette, quien explora la tierra de Faramore en una búsqueda para derrotar al malvado Daimur. La jugabilidad es la de un juego de plataformas de acción en 2D, con cinemáticas animadas en un estilo artístico similar al de los juegos CD-i. El juego ha sido descrito como una "aventura animada interactiva". El diseñador de niveles John Linneman describió el juego como muy similar a Monster World.

## Trama
En el pasado, el reino de Faramore cayó bajo el ataque del señor demonio Daimur y su ejército de monstruos malvados, ayudado por el traidor Duque Nodelki de Amelog. En respuesta, el rey Rahklin, junto con su hija, la princesa Arzette, su consejero Wogram y un héroe improbable, Dail, lideran un asalto a la guarida de Daimur en el país de Oakurin. Usando la joya mágica de Faramore, Daimur fue sellado en el Libro de Oakurin y la paz regresa. Cuando la joya se rompe en cinco fragmentos con cada uso, Rahklin ordena que los fragmentos se protejan por separado para evitar la liberación de Daimur, mientras que Nodelki es sentenciado a una vida de trabajos forzados.
Diez años después, Nodelki recupera los fragmentos de la joya y libera a Daimur de su encarcelamiento. El señor de los demonios le otorga a Nodelki poderes mágicos a cambio de su alma y le encarga a él y a sus cuatro secuaces principales proteger los fragmentos mientras él se venga de Faramore. Arzette, que fue la única que continuó perfeccionando sus habilidades en tiempos de paz, se encarga de volver a encender las Balizas Sagradas y recuperar las Velas Sagradas que pueden disipar la magia oscura de Daimur que envuelve la tierra.
Arzette se aventura a través de Faramore, derrotando a los secuaces de Daimur para recuperar los fragmentos de la Joya mientras ayuda a sus ciudadanos con sus diversos problemas a cambio de nuevos poderes. Durante su búsqueda, el rey Rahklin fallece, endureciendo la determinación de Arzette de vencer a Daimur para siempre. Después de matar a Nodelki y reclamar el último fragmento, Dail y Wogram la alientan a sellar a Daimur en el Libro de Oakurin nuevamente, pero Arzette renuncia a este plan y, en cambio, infunde en su espada la Joya de Faramore. Al enfrentarse a Daimur en su guarida, Arzette lo derrota e, ignorando su oferta de poder, lo destruye permanentemente con su espada infundida de joyas. Arzette es coronada Reina por derrotar a Daimur, pero ella insiste en que todo el Reino contribuyó a su derrota y declara que Faramore se convertirá en una democracia, celebrando una fiesta para celebrarlo.
En una escena posterior a los créditos, se escucha una voz desconocida riéndose mientras el Libro de Oakurin se abre mágicamente.

## Desarrollo
Arzette fue desarrollado por Seth "Dopply" Fulkerson bajo el nombre de desarrollador "Seedy Eye Software", un juego de palabras homofónico con "CD-i". En noviembre de 2020, Fulkerson lanzó remakes no oficiales de Link: The Faces of Evil y Zelda: The Wand of Gamelon en Linux y Windows. Para evitar recibir un aviso de cese y desistimiento de Nintendo como muchos proyectos no oficiales similares, Fulkerson hizo que los remakes no estuvieran disponibles para su descarga dos días después de su lanzamiento.
El desarrollo para Arzette empezó finales de 2020 a través de en desarrollo su empresa Seedy Eye Software y Limited Run Games como el editor. El 12 de julio de 2023, el juego estuvo anunciado por Limited Run Games. Jeffrey Rath y Bonnie Jean Wilbur, actores de voz para Link y Zelda en los juegos CD-i, fueron también revelados para doblar a los personajes en Arzette. También contactó algunos de los artistas originales del CD-i juegos, incluyendo artista Ron Dunleavy. John Linneman de la Digital Foundry anunció su implicación como diseñador de nivel después de la inicial revela, mientras que Audun Sorlie reveló su implicación como productor principal y guionista para el juego. En una entrevista con GamesRadar+, Fulkerson declaró que el animadores fueron dados rienda libre, con sus limitaciones únicas siendo la paleta de color, resolución, y la tasa de fotogramas original de los juegos Zelda CD-i.
El 29 de octubre de 2023, Limited Run Games anunció que el juego se lanzaría el 14 de febrero de 2024.

## Recepción
Arzette: The Jewel of Faramore recibió "críticas generalmente favorables" según el sitio web  agregador de reseñas Metacritic.